# Stenoheriades asiaticus
Stenoheriades asiaticus är en biart som först beskrevs av Heinrich Friese 1921.  Stenoheriades asiaticus ingår i släktet Stenoheriades och familjen buksamlarbin. Inga underarter finns listade i Catalogue of Life.